# União Sport Clube Paredes
O União Sport Clube Paredes é um clube português sediado no concelho de Paredes, distrito do Porto. O clube foi fundado em 13 de Dezembro de 1924 e o seu atual presidente é Filipe Freitas. Os seus jogos em casa são disputados no Estádio das Laranjeiras.
A equipa conta com várias camadas, inclusive no futsal. Na secção de futebol o USC Paredes disputa o Campeonato de Portugal na época de 2024/25.
Com a conquista do terceiro lugar na temporada 2024-25, o clube participará na Liga 3 na próxima temporada.

## História
A origem do nome tem várias vertentes:
- União, pela união de esforços;
- Paredes, pela localidade.

O clube surge da fusão de vários clubes de menor dimensão: o Aliança, o Comercial e o Paredense. Em 1924 por iniciativa do padre Marcelino da Conceição, Evaristo Soares Leal e Delfim da Costa, foi conseguida a fusão dos 3 clubes que na altura juntaram aproximadamente 400 associados em volta desse novo projeto.
Apenas dois anos depois o recém-formado União conquista o seu primeiro título ao vencer o primeiro e único campeonato do concelho Paredes - Valongo em 1926. Esta prova fazia à data parte da 2 Divisão do Campeonato do Porto.
Títulos desta importância só voltaram à sala de troféus do União em 1941, quando o Paredes conquista o campeonato Distrital da 3 Divisão da A.F. Porto, superiorizando-se a clubes como o Rio Ave e o Freamunde e ganhando assim o direito de disputar a 2 Divisão Distrital no ano seguinte. Numa época onde as divisões nacionais contavam apenas com 16 clubes, estar na 2 divisão distrital do segundo mais importante concelho do país era equivalente a uma 2ª divisão B nos dias de hoje.
Este nível qualitativo do União acompanhou sempre a evolução dos campeonatos de Futebol. Em 1958 foi conquistado o campeonato distrital da 2.ª Divisão da AF Porto batendo o Infesta e o Coimbrões. O Paredes chegava assim ao primeiro escalão do futebol distrital.
Por lá se manteve até 1974, onde num Maio de revolução o Paredes emergiu finalmente para as divisões nacionais. Depois de ter vencido o Torneio de Abertura no início da época, o União de Paredes sagrou-se pela 1ª vez campeão distrital absoluto deixando para trás Perosinho, Pedras Rubras, Valadares, Aliados Lordelo, Leverense e Amarante.
Uma década de sonho para o concelho de Paredes, pois no ano seguinte Aliados Lordelo seguiria o Paredes na 3 divisão nacional e o Nun'Alvares conseguia também um honroso título de campeão da 3 divisão distrital.
No ano seguinte, época 1974/75, o União fez a sua estreia na Taça de Portugal, participação honrosa pois o Paredes ultrapassou Esposende e Ovarense da 3 divisão e o Beira-Mar da segunda divisão (que nesse ano viria mesmo a ser promovido ao primeiro escalão), caindo apenas nos 32 avos de final aos pés do Portimonense, também da 2 divisão.
Essa época seria recheada de sucessos, já que o União obteve a primeira promoção da sua história a 2 divisão Nacional. Os bombos e as gaitas soaram toda a noite pela cidade. O Paredes estava quase no topo do futebol Português
Em 1975/76 o União atingiu pela primeira vez os 16 avos de final da Taça de Portugal. Eliminando o Tadim da 3ª, o Lourosa e o Marítimo da 2ª e caindo aos pés do Oriental de Lisboa.
No ano de 1979 as Laranjeiras testemunharam os primeiros encontros oficiais com participação de equipas da 1ª divisão nacional, e logo em dose dupla. O Vitória de Setúbal, a viver o seu período de ouro da década de 1970 caiu por 2-0. O maior feito de sempre do União de Paredes, que infelizmente não conseguiu repetir na eliminatória seguinte, onde recebeu e perdeu 1-2 com o Boavista. Dois anos depois o Vitória teve oportunidade de se desforrar ao vencer o União por 9-0 novamente nos 16 avos de final da Taça de Portugal
A época de 1983/84 foi de ouro. O União de Paredes obtém a sua melhor prestação de sempre na Taça de Portugal ao atingir os quartos de final. Feito de realçar até porque o clube estava à altura na 3 divisão nacional. Embora sendo bafejado pelo sorteio (o Paredes encontrou sempre clubes da 3 divisão, exceto o Marinhense da 2ª já nos oitavos de final) foi uma caminhada histórica que apenas terminou no estádio 25 de Abril em Penafiel quando foi eliminado pelo Benfica. Foi a primeira vez que o União defrontou um "grande" em jogos oficiais, e o resultado final 0-4 não é assim tão negativo se compararmos o valor dos dois clubes à data da realização do jogo (O Benfica foi campeão nacional e venceu a Taça). 2 meses depois o Paredes fazia a festa de nova promoção ao segundo escalão nacional.
Depois de muitos altos e baixos o União subiu definitivamente à 2ªdivisão nacional em 1999/00. Inserido na série B o Paredes lutou toda a época com o Gondomar e o Lousada pela subida tendo a decisão da subida passado pela 32ª Jornada nas Laranjeiras, quando o União Paredes recebeu o seu vizinho AD Lousada. Perante um estádio completamente cheio o União venceu por 1-0 e acabou vencendo a sua série. Um mês depois na Marinha Grande o Paredes conquistou o título de campeão nacional ao vencer por 7-6 no desempate por grandes penalidades o Seixal. O primeiro título nacional para o União Paredes.
O Último feito histórico do Paredes foi na época de 2005/06, mais uma vez na taça de Portugal, onde atingiu os oitavos de final e foi a Alvalade bater o pé ao "grande" Sporting. O resultado final de 2-1 sorriu aos leoninos, mas foi conseguido apenas com uma grande penalidade dentro da área ao minuto 90. O paredes realizou uma excelente exibição, esteve mesmo a vencer por 1-0, tendo saído de Alvalade debaixo de uma chuva de aplausos. O Paredes conquistou ainda o 3ºlugar no campeonato da 2ªdivisão na sua melhor classificação de sempre.
Ao nível das camadas jovens, o União conquistou o seu primeiro título em 2004/05 ao arrebatar a Taça Teles Roxo na categoria de infantis e na época seguinte venceu o campeonato distrital de Futsal Feminino.

## Palmarés
| Nacionais  | Nacionais                        | Nacionais | Nacionais        |
| Competição | Competição                       | Títulos   | Temporadas       |
| ---------- | -------------------------------- | --------- | ---------------- |
|            | III Divisão (4 Nível)            | 2         | 1999–00, 2008–09 |
|            | Campeonato de Portugal (4 Nível) | 1         | 2021–22          |
|            |                                  |           |                  |

## Presenças e Performances
| Nacionais  | Nacionais                                                                        | Nacionais | Nacionais         |
| Competição | Competição                                                                       | Presenças | Melhor posição    |
| ---------- | -------------------------------------------------------------------------------- | --------- | ----------------- |
|            | II Divisão                                                                       | 12        | 5º (Na 1ª Fase)   |
|            | Liga 3, II Divisão/ II Divisão B (3 Nível), III Divisão e Campeonato de Portugal | 37        | Vencedor de Série |
|            | III Divisão (4 Nível) e Campeonato de Portugal (4 Nível)                         | 12        | 1º (3 vezes)      |
|            | Taça de Portugal                                                                 | 45        | Oitavos-de-final  |
|            |                                                                                  |           |                   |

| Época | I | II | IIB | III | 1AFP | Pts    | J  | V  | E  | D  | GM | GS | +/- | TP  |  |
| 1975-1976 |   | 17 |     |     |      | 32 pts | 38 | 12 | 8  | 18 | 40 | 46 | -6  | 5E  |  |
| 1976-1977 |   | 13 |     |     |      | 27 pts | 30 | 10 | 7  | 13 | 29 | 35 | -6  | 3E  |  |
| 1978-1979 |   | 11 |     |     |      | 28 pts | 30 | 5  | 11 | 6  | 30 | 33 | -3  | 4E  |  |
| 1979-1980 |   | 15 |     |     |      | 15 pts | 30 | 5  | 16 | 19 | 16 | 60 | -44 | 2E  |  |
| 1985-1986 |   | 13 |     |     |      | 24 pts | 30 | 6  | 12 | 12 | 26 | 41 | -15 | 5E  |  |
| 1988-1989 |   | 15 |     |     |      | 29 pts | 34 | 9  | 11 | 14 | 31 | 42 | -11 | 2E  |  |
| 1990-1991 |   |    | 12  |     |      | 40 pts | 38 | 15 | 10 | 13 | 60 | 56 | 4   | 3E  |  |
| 1991-1992 |   |    | 13  |     |      | 30 pts | 34 | 12 | 6  | 16 | 40 | 52 | -12 | 2E  |  |
| 1992-1993 |   |    |     | 13  |      | 29 pts | 32 | 10 | 9  | 13 | 34 | 50 | -16 | 3E  |  |
| 1994-1995 |   |    |     | 6   |      | 47 pts | 34 | 12 | 11 | 11 | 46 | 42 | 4   | 4E  |  |
| 1995-1996 |   |    |     | 9   |      | 50 pts | 34 | 14 | 8  | 12 | 36 | 36 | 0   | 3E  |  |
| 1997-1998 |   |    |     | 7   |      | 49 pts | 34 | 14 | 7  | 13 | 59 | 50 | 9   | 2E  |  |
| 1998-1999 |   |    |     | 5   |      | 55 pts | 34 | 16 | 7  | 11 | 60 | 44 | 16  | 2E  |  |
| 1999-2000 |   |    |     | 1   |      | 74 pts | 34 | 23 | 5  | 6  | 86 | 27 | 59  | 5E  |  |
| 2000-2001 |   |    | 4   |     |      | 61 pts | 38 | 18 | 7  | 13 | 55 | 43 | 12  | 2E  |  |
| 2001-2002 |   |    | 6   |     |      | 52 pts | 38 | 15 | 7  | 16 | 56 | 54 | 2   | 2E  |  |
| 2002-2003 |   |    | 5   |     |      | 57 pts | 38 | 15 | 12 | 11 | 48 | 37 | 11  | 5E  |  |
| 2003-2004 |   |    | 10  |     |      | 46 pts | 36 | 11 | 13 | 12 | 40 | 43 | -3  | 4E  |  |
| 2004-2005 |   |    | 16  |     |      | 44 pts | 38 | 13 | 5  | 20 | 44 | 60 | -16 | 2E  |  |
| 2005-2006 |   |    | 4   |     |      | 39 pts | 26 | 11 | 6  | 9  | 33 | 31 | 2   | 1/8 |  |
| 2006-2007 |   |    | 12  |     |      | 28 pts | 26 | 7  | 7  | 12 | 28 | 37 | -9  | 4E  |  |
| 2007-2008 |   |    |     | 5   |      | 53 pts | 36 | 16 | 5  | 15 | 49 | 43 | 6   | 1E  |  |
| 2008-2009 |   |    |     | 1   |      | 61 pts | 34 | 17 | 10 | 7  | 49 | 30 | 19  | 3E  |  |
| 2009-2010 |   |    | 12  |     |      | 33 pts | 28 | 9  | 6  | 13 | 32 | 34 | -2  | 3E  |  |
| 2010-2011 |   |    |     | 3   |      | 55 pts | 32 | 17 | 4  | 11 | 43 | 33 | 10  | 2E  |  |
| 2011-2012 |   |    | 15  |     |      | 23 pts | 30 | 6  | 5  | 19 | 30 | 50 | -20 | 2E  |  |
| 2012-2013 |   |    |     | 6   |      | 42 pts | 32 | 11 | 9  | 12 | 45 | 39 | 6   | 2E  |  |
| 2013-2014 |   |    |     |     | 3    | 44 pts | 37 | 16 | 14 | 7  | 65 | 51 | 14  |     |  |
| 2014-2015 |   |    |     |     | 14   | 44 pts | 38 | 10 | 14 | 14 | 36 | 41 | -5  |     |  |
| 2015-2016 |   |    |     |     | 4    | 62 pts | 34 | 18 | 8  | 8  | 53 | 36 | 17  |     |  |
| Pts - Pontos; J - Jogos; V - Vitórias; E - Empates; D - Derrotas; GM - Golos Marcados; GS - Golos Sofridos; +/- - Diferença de Golos; TP - Taça de Portugal |   |    |     |     |      |        |    |    |    |    |    |    |     |     |  |